# Kuiksche Heide
Kuiksche Heide is een buurtschap in de gemeente Heusden in de Nederlandse provincie Noord-Brabant. Het ligt tussen Drunen en Nieuwkuijk, en in het noorden begrensd door de A59 en het zuiden de Kooiweg. De buurtschap is vernoemd naar het gebied waarin het is ontstaan. Dit gebied werd ook wel kortweg De Heide genoemd.
In de 19e eeuw ontstond als eerste de afschijnende buurtschap Scheiding, aan wat nu Kasteeldreef is. Dit is gaandeweg de 20ste eeuw de hoofdkern geworden van de buurtschap Kuiksche Heide. Daarvoor was er echter sprake van de buurtschap De Heide naast Scheiding, met een kleine kern van bewoning aan wat de Lipstraat is geworden. Deze wordt later De Heikant van Drunen genoemd. De bewoning van deze kleine kern van bewoning is in het tweede deel van de 20ste eeuw verdwenen. Aan de oostkant van de Lipstraat is een sportpark verrezen dat als onderdeel wordt gezien van het dorp Drunen.
In het zuiden van het gebied ontstond er gaandeweg de 19e eeuw ook nog de buurtschap Groenewoud. Deze lag ten zuiden van De Heide en in het verlengde van het dorp Drunen. Groenewoud is in de 20ste eeuw langzaam vergroeid met het dorp Drunen zelf. De naam van de buurtschap leeft voort in de straatnaam van de zijstraat, die vanuit de oorspronkelijk kern was ontstaan. Ook leeft het voort in de benaming van het bedrijventerrein dat is gelegen tussen de Lipstraat en de hoofdkern van de Kuiksche Heide zelf.
Het bedrijventerrein is deels op de plek gebouwd waar jaren lang een grote metaalfabriek heeft gestaan. Het bedrijventerrein wordt meestal tot de buurtschap gerekend. In de breedste zin van de buurtschap van Kuiksche Heide wordt het hele gebied geduid tussen de kruising van de Groenewoud met de Bosschestraat in Drunen tot aan de rand van Nieuwkuijk gerekend, waardoor de buurtschap onder die twee dorpen is verdeeld. In smallere zin wordt er gerekend vanaf de Heistraat tot en met de Meerdijk, of de Kasteellaan.
Dorpen: Doeveren · Drunen · Elshout · Haarsteeg · Hedikhuizen · Heesbeen · Herpt · Heusden · Nieuwkuijk · Oudheusden · Vlijmen

Buurtschappen en gehuchten: De Hoeven · Fellenoord · Giersbergen · Kuiksche Heide · Luttelherpt · Voordijk · Wolfshoek

Noord-Brabant: Steden en dorpen      Nederland: Provincies · Gemeenten